# میریام کوپر
میریام کوپر (انگلیسی: Miriam Cooper؛ ۷ نوامبر ۱۸۹۱ – ۱۲ آوریل ۱۹۷۶) هنرپیشه اهل ایالات متحده آمریکا بود. از فیلم‌هایی که وی در آن نقش داشته است می‌توان به تعصب اشاره کرد.